# Liset Herrera
Liset Herrera Blanco (Matanzas, 6 dicembre 1998) è una pallavolista cubana, centrale del PAOK.

## Carriera

### Club
Fra il 2015 e il 2017 è impegnata a Cuba con il Matanzas; nel settembre 2017, al termine del Campionato mondiale under 23, disputato in Slovenia, abbandona il ritiro della nazionale cubana con la compagna di squadra Heidy Casanova e nel gennaio dell'anno successivo viene tesserata dalle svizzere del Volero Zurigo, con cui disputa la seconda parte della Lega Nazionale A 2017-18 aggiudicandosi il campionato e la coppa nazionale.
Con il trasferimento della società in Francia nella primavera del 2018, è fra le atlete che passano dal vecchio club al neonato Volero Le Cannet con cui disputa due edizioni della Ligue A fra il 2018 e il 2020.
Nella stagione 2020-21 è di scena nella Serie A1 italiana, ingaggiata dalla UYBA; dopo un biennio nel club di Busto Arsizio, per la stagione 2022-23 si trasferisce in Grecia per disputare la Volley League con la maglia del PAOK.

### Nazionale
Compie la trafila nelle selezioni giovanili cubane conquistando con la nazionale under 18 una medaglia di bronzo alla Coppa panamericana di categoria 2015 e altri due terzi posti con la selezione under 20 al campionato nordamericano 2016 e alla Coppa panamericana 2017. Nel 2017 viene convocata anche dalla nazionale cubana under 23 partecipando al Campionato mondiale di categoria, che con la fuga dal ritiro costituisce l'ultima apparizione di Liset con la selezione caraibica.
A livello seniores, era già stata inserita nella lista allargata delle convocate al World Grand Prix 2015, senza tuttavia prendere parte alla competizione.

## Palmarès

### Club
- Campionato svizzero: 1

2017-18
- Coppa di Svizzera: 1

2017-18

### Nazionale (competizioni minori)
- Coppa panamericana under 18 2015
- Campionato nordamericano under 20 2016
- Coppa panamericana under 20 2017